# Tarva
63°48′35.186″N 9°24′55.019″Ø / 63.80977389°N 9.41528306°Ø
Tarva er en øgruppe i Bjugn kommune i Trøndelag fylke i Norge. Den største og eneste beboede af øerne er Husøya. Det samlede areal er 14 km², hvoraf Husøya udgør 8 km². Øen har 11 fastboende personer. Husøya var under 2. verdenskrig hjemsted for det tyske kystfort MAB 1./507 Husøya. Sydenden af øen bruges som skydefelt for luftforsvarets base på Ørland.
Øerne tilhørte Austråttborgen indtil 1858, og har stadig en oprindelig ejendomsstruktur med en dominerende grundejer. Der drives landbrug, blandt andet med løsgående får. Luftforsvaret har et skydefelt på vestsiden af øerne. Det fredede   Været landskapsvernområde på østsiden blev etableret i 1982.
Tarva kapel blev bygget i 1972, og kirkegården blev etableret i 1921. Tarva har eget postkontor, med postadresse 7166 Tarva. Øen har ingen butikker, men en sommeråbent pub. Det er færgeforbindelse til Dybfest på fastlandet. Tarva skole blev nedlagt i 1990-tallet. Vestligst i øgruppen, på holmen Hegresteinen lå indtil 1956 Tarva fyr.
I forbindelse med udbedring af vejen til forsvarets skyde- og øvelsesfelt på Karlsøya på Tarva, gennemførte Videnskabsmuseet i 2013 en arkæologisk udgravning på Karlsøysletta. De arkæologiske undersøgelser omfattede to kulturminder som var berørt af det planlagte tiltag, en høj og en opmuring. De to enkeltminder er del af et større felt af kulturminder tolket som et gravfelt, bestående af mindst 28 stenkonstruktioner.